# Nyköping
Nyköping – miasto (tätort) w Szwecji, położone u ujścia rzeki Nyköpingsån do Bałtyku, w południowo-wschodniej części prowincji historycznej (landskap) Södermanland. Siedziba władz (residensstad) regionu administracyjnego (län) Södermanland. Ośrodek administracyjny (centralort) gminy Nyköping.
Do 1970 r. Nyköping posiadało status miasta. W 1971 r., w wyniku reformy administracyjnej, miasto Nyköping (Nyköpings stad) weszło w skład nowo utworzonej gminy Nyköping (Nyköpings kommun). Tym samym posiadanie przez miasto praw miejskich straciło administracyjne znaczenie.
W 2010 r. Nyköping liczył 29 891 mieszkańców.

## Historia
Miasto było świadkiem ważnych wydarzeń w historii Szwecji. 11 października 1285 odbył się tutaj ślub per procura królewny szwedzkiej Ryksy z księciem wielkopolskim Przemysłem II. Podczas uroczystości księcia zastępował jego notariusz Tylon. W 1317 miał miejsce bankiet w Nyköping - król Birger pojmał swoich dwóch braci w zemście za wcześniej doznane krzywdy i zamknął ich w celi więziennej, gdzie zmarli z głodu. W XVI wieku Nyköping było siedzibą księcia Karola, który później został Karolem IX Szwedzkim.

## Kultura
W ruinach XIII-wiecznego zamku znajduje się muzeum. Jest tu także port wodny, gdzie można wypożyczyć rower. Stoi tu kościół św. Mikołaja (St Nikolai kyrka) z XIII wieku. W zachowanej Wieży Królewskiej z XVI w. mieści się Muzeum Regionalne.

## Gospodarka
W mieście rozwinął się przemysł maszynowy, metalowy, włókienniczy oraz drzewny.

## Sport
- Griparna Nyköping - klub żużlowy.

## Transport
Niedaleko Nyköping znajduje się Port lotniczy Sztokholm-Skavsta.